# Arrondissement Siegen
Der Arrondissement Siegen (Bezirk Siegen) war eine Verwaltungseinheit unter Napoleon Bonaparte, der nach einem Dekret vom 14. November 1808 mit dem Arrondissement Dillenburg das Département Sieg im Großherzogtum Berg bildete. Zum Bezirk Siegen gehörten die Kantone Siegen, Netphen, Wildenburg, Waldbröl, Eitorf, Homburg und Gummersbach. Zum 1. Januar 1814 erfolgte unter preußischer Hoheit eine neue Gebietseinteilung nach Kreisen. In deren Verlauf wurde neben anderen die Nachfolge-Verwaltungseinheit Kreis Siegen gebildet.